# Night of Champions (2023)
Night of Champions (2023) – gala wrestlingu wyprodukowana przez federację WWE dla zawodników z brandów Raw i SmackDown. Odbyła się 27 maja 2023 w Jeddah Super Dome w Dżuddzie w Arabii Saudyjskiej. Emisja była przeprowadzana na żywo za pośrednictwem serwisu strumieniowego Peacock w Stanach Zjednoczonych i WWE Network na całym świecie oraz w systemie pay-per-view. Była to dziesiąta gala w chronologii cyklu Night of Champions. Poprzednim motywem Night of Champions było to, że podczas gali odbywały się wszystkie główne mistrzostwa rosteru. Motyw nie został przeniesiony na galę w 2023 roku, jednak gala była świadkiem koronacji nowego mistrza świata wagi ciężkiej, a także obchodzła 1000. dzień Romana Reignsa jako mistrza universal. Zamiast bronić swojego tytułu, Reigns połączył siły z Solo Sikoa, by rzucić wyzwanie Kevinowi Owensowi i Samiemu Zaynowi o niekwestionowane mistrzostwo WWE Tag Team, w którym Owens i Zayn wygrali, aby zachować tytuły. Był to jeden z trzech meczów promowanych w ramach potrójnego main eventu, pozostałe dwie walki wieczoru to wspomniana walka o mistrzostwo świata w wadze ciężkiej, w którym Seth „Freakin” Rollins pokonał AJ Stylesa i został inauguracyjnym mistrzem w walce otwierającej, i walka pomiędzy Codym Rhodesem i Brockiem Lesnarem, który Lesnar wygrał poprzez techniczne poddanie.
Pierwotnie ogłoszono, że gala odbędzie się jako gala zatytułowana „King and Queen of the Ring”, które ożywiłoby serię gal King of the Ring, ale z rebrandingiem; jednak WWE zdecydowało się zamiast tego ożywić Night of Champions, które ostatnio odbyło się we wrześniu 2015 roku. Było to następnie pierwsze Night of Champions zorganizowane po ponownym wprowadzeniu podziału na brandy w lipcu 2016 roku.

## Produkcja i rywalizacje
Night of Champions oferowało walki profesjonalnego wrestlingu z udziałem wrestlerów należących do brandów Raw i SmackDown. Wyreżyserowane rywalizacje (storyline’y) były kreowane podczas cotygodniowych gal Raw i SmackDown. Wrestlerzy są przedstawieni jako heele (negatywni, źli zawodnicy i najczęściej wrogowie publiki) i face’owie (pozytywni, dobrzy i najczęściej ulubieńcy publiki), którzy rywalizują pomiędzy sobą w seriach walk mających budować napięcie. Kulminacją rywalizacji jest walka wrestlerska lub ich seria.

### Turniej o World Heavyweight Championship
24 kwietnia na odcinku Raw, dyrektor ds. treści WWE Triple H ogłosił, że niezależnie od brandu, do którego zostanie zdraftowany niekwestionowany mistrz WWE Universal Roman Reigns w WWE Draft 2023, on i jego niekwestionowane mistrzostwo stanie się wyłączne dla tego brandu, podczas gdy brand przeciwny koronuje nowego mistrza świata. Następnie Triple H ujawnił World Heavyweight Championship i ogłosił, że nowy mistrz zostanie koronowany na Night of Champions – nie zostało potwierdzone, czy jest to odrodzenie poprzedniego World Heavyweight Championship, który był aktywny od 2002 do 2013 roku lub jest to zupełnie nowy tytuł, który ma taką samą nazwę. Podczas draftu, Reigns został przeniesiony na SmackDown, dzięki czemu tytuł World Heavyweight Championship jest dostępny wyłącznie na Raw. Podczas konferencji prasowej Backlash 5 maja, Triple H ogłosił turniej o tytuł, w którym wezmą udział wrestlerzy obu brandów z przedziałami dla każdego brandu. Pierwsza runda i półfinały dla każdej drabinki odbędą się odpowiednio 8 i 12 maja na odcinkach Raw i SmackDown. Walki pierwszej rundy każdego odcinka będą składały się z dwóch triple threat matchy. Odpowiedni zwycięzcy awansują do singles matchu tej samej nocy, a zwycięzcy awansują do walki o mistrzostwo podczas Night of Champions. Uczestnicy zostali ujawnieni 7 maja na kanale YouTube WWE: Cody Rhodes, Damian Priest, Finn Bálor, Seth „Freakin” Rollins, Shinsuke Nakamura i The Miz z Raw oraz AJ Styles, mistrz Stanów Zjednoczonych Austin Theory, Bobby Lashley, Edge, Rey Mysterio i Sheamus ze SmackDown. Na Raw, Rollins i Bálor wygrali swoje walki w pierwszej rundzie, a następnie Rollins pokonał Bálora w półfinale i awansował na Night of Champions, a na SmackDown, swoje walki wygrali AJ Styles i Bobby Lashley, a następnie Styles pokonał Lashleya w półfinale i także awansował na Night of Champions.

### Cody Rhodes vs. Brock Lesnar
Na gali Backlash, Cody Rhodes pokonał Brocka Lesnara. Na następnym odcinku Raw, Rhodes wziął udział we wspomnianym turnieju o mistrzostwo świata wagi ciężkiej. Podczas triple threat matchu w pierwszej rundzie, w którym brał udział Rhodes, Lesnar wtrącił się i zaatakował Rhodesa, co kosztowało go szansę na tytuł. Lesnar następnie wyzwał Rhodesa na kolejną walkę na Night of Champions, a Rhodes się zgodził.

### Kevin Owens i Sami Zayn vs. Roman Reigns i Solo Sikoa
W walce wieczoru nocy pierwszej WrestleManii 39, Kevin Owens i Sami Zayn pokonali The Usos (Jey Uso i Jimmy Uso) i wygrali niekwestionowane mistrzostwo WWE Tag Team, a następnie obronili je w rewanżu na odcinku SmackDown z 28 kwietnia. Następnie na Backlash, The Bloodline (The Usos i Solo Sikoa) pokonali Owensa, Zayna i Matta Riddle’a w six-man tag team matchu, w którym Sikoa zapewnił zwycięstwo, chociaż pomiędzy Sikoą i The Usos doszło do tarć. Na następnym SmackDown, lider Bloodline, Roman Reigns, pochwalił Sikoę, ale wyraził swoje rozczarowanie The Usos, który, jak twierdził, zawstydził Reignsa i The Bloodline za utratę tytułów i nie odzyskanie ich. Menedżer grupy Paul Heyman następnie ogłosił kolejną walkę o mistrzostwo tag team dla The Bloodline, jednak zamiast The Usos, Reigns i Sikoa rzucili wyzwanie Owensowi i Zaynowi o niekwestionowane mistrzostwo WWE Tag Team w Night of Champions. Walka obejmie również oficjalny powrót Zayna na galę w Arabii Saudyjskiej po przywróceniu stosunków między Arabią Saudyjską a Syrią, w których zostały one zawieszone podczas konfliktu syryjskiego, który wybuchł w 2011 roku, w wyniku czego Zayn nie uczestniczył na żadnej gali w Arabii Saudyjskiej.

### Gunther vs. Mustafa Ali
15 maja na odcinku Raw, Mustafa Ali wygrał Battle Royal i został pretendentem numer jeden do mistrzostwa Interkontynentalnego Gunthera na Night of Champions.

### Bianca Belair vs. Asuka
Drugiej nocy WrestleManii 39, Bianca Belair pokonała Asukę, aby zachować mistrzostwo kobiet Raw. Podczas draftu w 2023 roku, obie zostały przeniesione na SmackDown. 12 maja na odcinku SmackDown, podczas świętowania przez Belair zostania najdłużej panującą mistrzynią kobiet WWE współczesnej ery, Asuka, w swoim pierwszym występie od WrestleManii, przerwała i uścisnęła dłoń Belair, ale potem splunęła zieloną mgłą na nią, oficjalnie przechodząc heel turn. 18 maja ogłoszono, że Belair będzie broniła mistrzostwo kobiet Raw przeciwko Asuce na Night of Champions.

### Rhea Ripley vs. Natalya
8 maja na odcinku Raw, mistrzyni kobiet SmackDown Rhea Ripley pokonała Dana Brooke w walce bez tytułu na szali. Następnie Ripley kontynuował atakowanie Brooke, co skłoniło Natalyę do przyjścia Brooke z pomocą. W następnym tygodniu, Natalya stwierdziła, że zaatakowanie przez Ripley już pokonanej kobiety było brakiem szacunku, a Ripley odpowiedziała, że Natalya chce tylko ponownie być istotna, stwierdzając również, że jeśli Natalya ponownie jej przerwie, zakończy jej karierę. W następnym odcinku, Ripley oświadczyła, że zakończy karierę Natalyi na Night of Champions, w ten sposób potwierdzono walkę pomiędzy nimi o mistrzostwo kobiet SmackDown na tę galę.

### Becky Lynch vs. Trish Stratus
Pierwszej nocy WrestleManii 39, Trish Stratus połączyła siły z aktualnymi mistrzyniami WWE Women’s Tag Team, Becky Lynch i Litą, w sześcioosobowym pojedynku tag team, w którym odniosły zwycięstwo. Następnie Stratus połączyła siły z Lynch 10 kwietnia na odcinku Raw, aby bronić tytułu w imieniu kontuzjowanej Lity, która została zaatakowana przez nieznaną osobę za kulisami. Przegrały walkę i tytuł, a Stratus została przypięta. Po walce Stratus zaatakował Lynch, przechodząc heel turn po raz pierwszy od 2005 roku. W następnym tygodniu, Stratus ujawniła się jako tajemnicza osoba, która zaatakowała Litę, stwierdzając, że zaatakowała Lynch i celowo kosztowała ją mistrzostwo, ponieważ Lynch wierzyła, że jest odpowiedzialna za uczynienie dywizji kobiet istotną, a Stratus twierdziła, że to ona była odpowiedzialna. Stratus stwierdziła również, że Lynch nigdy nie powiedziała „dziękuję” za jej wpływ na dywizję kobiet i nie wróciła, by być pomocnikiem lub aktem nostalgii. Po tygodniach, w których Stratus szydził z Lynch, Lynch powróciła 8 maja, atakując Stratus. W następnym tygodniu, Lynch wyzwał Stratus na pojedynek na gali Night of Champions, który został zaakceptowany.

## Gala
| Rola                           | Osoba               |
| ------------------------------ | ------------------- |
| Komentatorzy angielskojęzyczni | Michael Cole        |
| Komentatorzy angielskojęzyczni | Corey Graves        |
| Komentatorzy arabskojęzyczni   | Faisal Al-Mughaisib |
| Komentatorzy arabskojęzyczni   | Jude Aldajani       |
| Spiker                         | Mike Rome           |
| Sędziowie                      | Danilo Anfibio      |
| Sędziowie                      | Jessika Carr        |
| Sędziowie                      | Dan Engler          |
| Sędziowie                      | Daphne Lashaunn     |
| Sędziowie                      | Eddie Orengo        |
| Sędziowie                      | Ryan Tran           |
| Ankieter                       | Byron Saxton        |
| Panel Pre-show                 | Kayla Braxton       |
| Panel Pre-show                 | Matt Camp           |
| Panel Pre-show                 | Peter Rosenberg     |

### Główne show
Pay-per-view rozpoczęło się finałem turnieju, w którym wyłoniono inauguracyjnego mistrza świata wagi ciężkiej, w którym mierzyli się Seth „Freakin” Rollins z Raw i AJ Styles ze SmackDown. Podczas walki, Styles wykonał Suplex na Rollinsie w róg i odwrotne DDT na nearfall. Następnie Styles wykonał Rollinsowi zmodyfikowany neckbreaker. Gdy Styles próbował wykonać Styles Clash z drugiej liny, Rollins skontrował w hurricaranę. Następnie Rollins wykonał reverse suplex z górnej liny do odwrócony DDT na Stylesie. Następnie Styles wykonał Rollinsowi brainbuster na krawędź ringu. Gdy Styles próbował wykonać Phenomenal Forarm, Rollins usunął się z drogi i wysłał Stylesa na zewnątrz, wykonując suicide dive i skręcając przy tym własne kolano. Styles następnie założył Calf Crusher, jednak Rollins uciekł. Następnie Styles wykonał Pele Kick i Pedigree na Rollinsie na nearfall. W końcowych momentach, Rollins wykonał Superkick, Pedigree i Curb Stomp na Stylesie, aby zostać nowym mistrzem świata wagi ciężkiej. Po walce, WWE Chief Content Officer Triple H wręczył tytuł Rollinsowi. Rollins świętował, stojąc na środkowej linie ringowej, gdy wybuchły fajerwerki.
Następnie, Becky Lynch zmierzyła się z Trish Stratus. Lynch wykonała Becksploder i Leg Drop na Stratus na nearfall. Lynch wykonała Diamond Dust i drugi Leg Drop na nearfall. Lynch założyła Boston Crab na Stratus, która dotarła do lin ringowych, aby unieważnić poddanie. Stratus wykonała Chick Kick na Lynch na nearfall. Lynch następnie założyła Dis-Arm-Her na Stratus, która uciekła. Następnie Lynch spróbowała wykonać Manhandle Slam na Stratus, która postawiła stopę na linie ringowej, aby anulować przypięcie. W końcowych momentach, Stratus wytoczyła się z ringu, jednak Lynch wrzuciła Stratusa z powrotem na ring. Zoey Stark następnie wyszła spod ringu i wykonała Z360 na Lynch, a następnie Stratus wykonała Stratusfaction na Lynch, aby wygrać walkę.
Następnie, Gunther bronił mistrzostwo Interkontynentalne przeciwko Mustafie Ali. Podczas walki, gdy Gunther próbował wykonać Top Rope Butterfly Suplex, Ali skontrował w Sunset Powerbomb i wykonał 450° na nearfall. W końcówce, Ali następnie wykonał tornado DDT, a następnie spróbował wykonać drugie 450°, jednak Gunther usunął się, wykonał Dropkick i Powerbomb na Alim, aby zachować tytuł.
Za kulisami, niekwestionowani mistrzowie WWE Tag Team Kevin Owens i Sami Zayn opowiedzieli o swoim nadchodzącym pojedynku z Romanem Reignsem i Solo Sikoą. Następnie Owens stwierdził, że Reigns i Solo przegrają tę walkę, po czym Reigns zamiast tego uzna Owensa i Zayna.
W czwartej walce, Bianca Belair broniła mistrzostwo kobiet Raw przeciwko Asuce. Na początkowych etapach, Asuka kopnęła ramię Belair. Następnie Belair wykonała spinebuster i handspring moonsault. Gdy Asuka próbowała założyć Asuka Lock, Belair skontrowała go przypięciem, doliczając do dwóch. Gdy sędzia zajmował się Belair, Asuka splunęła na Belair green mistem, ale uchyliła się. Następnie Asuka wypluła mist na jej dłoń. Gdy Belair próbowała wykonać Kiss of Death, Asuka potarła zamistowaną dłonią oczy Belair i wykonała dwa kopnięcia z półobrotu, aby zostać nową mistrzynią kobiet Raw, kończąc rekordowe panowanie Belair po 420 dniach.
Następnie Rhea Ripley (w towarzystwie jej kolegi ze stajni Judgment Day Dominika Mysterio) broniła mistrzostwo kobiet SmackDown przeciwko Natalyi. Wykorzystując odwracanie uwagi od Mysterio, Ripley pobiła Natalyę, wysyłając ją na stalowe schody i odbijając jej głowę od stołu komentatorskiego. Następnie Ripley wykonała Riptide, aby wygrać.
W przedostatniej walce, Brock Lesnar zmierzył się z Codym Rhodesem. Ze względu na to, że Lesnar złamał rękę Rhodesowi na poprzednim odcinku Raw, jego ramię zostało wyposażone w gips wzmocniony tytanem, którego intensywnie używał w swoim ataku przeciwko Lesnarowi. W części otwierającej, Lesnar zdominował Rhodesa, wykonując trzy belly-to-belly suplexy. Następnie Rhodes wykonał Disaster Kick, Cody Cutter i dwa Cross Rhodesy, co dało odliczenie Lesnara do dwóch. Lesnar następnie wykonał F-5 i założył dźwignię Kimura, ale Rhodes dotarł do lin. Gdy Lesnar próbował wykonać kolejny F-5, Rhodes skontrował go w kolejny Cross Rhodes na kolejny two count. Lesnar następnie znowu założył dźwignię Kimura. Pomimo wielu prób dotarcia do lin, Rhodes zemdlał z bólu, dając Lesnarowi zwycięstwo poprzez techniczne poddanie.

### Walka wieczoru
W main evencie, Kevin Owens i Sami Zayn bronili niekwestionowane mistrzostwo WWE Tag Team przeciwko The Bloodline (Roman Reigns i Solo Sikoa, w towarzystwie Paula Heymana). Zayn rozpoczął walkę z Sikoą, ale zmienił się z Reignsem. Zayn następnie zmienił się z Owensem, który wykonał Stunner, ale Reigns natychmiast wykonał Spear. Następnie Zayn wykonał na Sikoi Tope Suicida, a następnie Blue Thunder Bomb na two count. Gdy Sikoa próbował wykonać Samoan Spike, Zayn uciekł i wykonał Exploder Suplex w róg, po czym zaatakował Helluva Kickiem, ale Reigns przerwał pin. Gdy Reigns próbował wykonać Spear na Zaynie, zrobił unik i Reigns nieumyślnie uderzył sędziego. Gdy Zayn próbował wykonać Superman Punch, Reigns skontrował go w swój własny Superman Punch. Gdy sędzia upadł, Owens próbował pop-up powerbombu na Reignsie przez stół komentatorski, ale The Usos (Jey Uso i Jimmy Uso) go powstrzymali. Następnie Usos uderzyli Zayna wieloma Superkickami. Kiedy próbowali uderzyć kolejnego superkicka, nieumyślnie trafili w Sikoa, co Reigns zobaczył, doprowadzając go do furii. Po popchnięciu obu Usos, Jimmy zemścił się i uderzył Reignsa dwa Superkickami, po czym wraz z Jeyem wycofali się, pozwalając Owensowi i Zaynowi wykonać na Sikoi kombinację Stunner / Helluva Kick, aby zachować tytuły.

## Wyniki walk
| Nr                                 | Wyniki | Stypulacje                                            | Czas  |
| ---------------------------------- | --- | ----------------------------------------------------- | ----- |
| 1                                  | Seth „Freakin” Rollins pokonał AJ Stylesa poprzez pinfall                                                            | Finał turnieju o World Heavyweight Championship       | 20:40 |
| 2                                  | Trish Stratus pokonała Becky Lynch poprzez pinfall                                                                   | Singles match                                         | 14:50 |
| 3                                  | Gunther (c) pokonał Mustafę Alego poprzez pinfall                                                                    | Singles match o WWE Intercontinental Championship     | 8:35  |
| 4                                  | Asuka pokonała Biancę Belair (c) poprzez pinfall                                                                     | Singles match o WWE Raw Women’s Championship          | 15:00 |
| 5                                  | Rhea Ripley (c) (z Dominikiem Mysterio) pokonała Natalyę poprzez pinfall                                             | Singles match o WWE SmackDown Women’s Championship    | 1:10  |
| 6                                  | Brock Lesnar pokonał Cody’ego Rhodesa poprzez techniczne poddanie                                                    | Singles match                                         | 9:40  |
| 7                                  | Kevin Owens i Sami Zayn (c) pokonali The Bloodline (Romana Reignsa i Solo Sikoa) (z Paulem Heymanem) poprzez pinfall | Tag team match o Undisputed WWE Tag Team Championship | 26:25 |
| (c) – mistrz/mistrzyni przed walką | |                                                       |       |

### Turniej o World Heavyweight Championship
|  |                                                           |                                                           |                                                           |  |  |                                                      |                                                      |                                                      |  |  |                                         |                                         |                                         |
|  | Pierwsza runda Raw (8 maja 2023) SmackDown (12 maja 2023) | Pierwsza runda Raw (8 maja 2023) SmackDown (12 maja 2023) | Pierwsza runda Raw (8 maja 2023) SmackDown (12 maja 2023) |  |  | Półfinały Raw (8 maja 2023) SmackDown (12 maja 2023) | Półfinały Raw (8 maja 2023) SmackDown (12 maja 2023) | Półfinały Raw (8 maja 2023) SmackDown (12 maja 2023) |  |  | Finał Night of Champions (27 maja 2023) | Finał Night of Champions (27 maja 2023) | Finał Night of Champions (27 maja 2023) |
|  | Pierwsza runda Raw (8 maja 2023) SmackDown (12 maja 2023) | Pierwsza runda Raw (8 maja 2023) SmackDown (12 maja 2023) | Pierwsza runda Raw (8 maja 2023) SmackDown (12 maja 2023) |  |  | Półfinały Raw (8 maja 2023) SmackDown (12 maja 2023) | Półfinały Raw (8 maja 2023) SmackDown (12 maja 2023) | Półfinały Raw (8 maja 2023) SmackDown (12 maja 2023) |  |  | Finał Night of Champions (27 maja 2023) | Finał Night of Champions (27 maja 2023) | Finał Night of Champions (27 maja 2023) |
|  |                                                           |                                                           |                                                           |  |  |                                                      |                                                      |                                                      |  |  |                                         |                                         |                                         |
|  |                                                           |                                                           |                                                           |  |  |                                                      |                                                      |                                                      |  |  |                                         |                                         |                                         |
|  | Damian Priest                                             | Damian Priest                                             | –                                                         |  |  |                                                      |                                                      |                                                      |  |  |                                         |                                         |                                         |
|  | Damian Priest                                             | Damian Priest                                             | –                                                         |  |  |                                                      |                                                      |                                                      |  |  |                                         |                                         |                                         |
|  | Seth „Freakin” Rollins                                    | Seth „Freakin” Rollins                                    | Pin                                                       |  |  |                                                      |                                                      |                                                      |  |  |                                         |                                         |                                         |
|  | Seth „Freakin” Rollins                                    | Seth „Freakin” Rollins                                    | Pin                                                       |  |  |                                                      |                                                      |                                                      |  |  |                                         |                                         |                                         |
|  | Shinsuke Nakamura                                         | Shinsuke Nakamura                                         | 13:25                                                     |  |  | Seth „Freakin” Rollins                               | Seth „Freakin” Rollins                               | Pin                                                  |  |  |                                         |                                         |                                         |
|  | Shinsuke Nakamura                                         | Shinsuke Nakamura                                         | 13:25                                                     |  |  | Seth „Freakin” Rollins                               | Seth „Freakin” Rollins                               | Pin                                                  |  |  |                                         |                                         |                                         |
|  | Raw                                                       | Raw                                                       | Raw                                                       |  |  | Finn Bálor                                           | Finn Bálor                                           | 13:30                                                |  |  |                                         |                                         |                                         |
|  | Raw                                                       | Raw                                                       | Raw                                                       |  |  | Finn Bálor                                           | Finn Bálor                                           | 13:30                                                |  |  |                                         |                                         |                                         |
|  | Cody Rhodes                                               | Cody Rhodes                                               | –                                                         |  |  |                                                      |                                                      |                                                      |  |  |                                         |                                         |                                         |
|  | Cody Rhodes                                               | Cody Rhodes                                               | –                                                         |  |  |                                                      |                                                      |                                                      |  |  |                                         |                                         |                                         |
|  | Finn Bálor                                                | Finn Bálor                                                | Pin                                                       |  |  |                                                      |                                                      |                                                      |  |  |                                         |                                         |                                         |
|  | Finn Bálor                                                | Finn Bálor                                                | Pin                                                       |  |  |                                                      |                                                      |                                                      |  |  |                                         |                                         |                                         |
|  | The Miz                                                   | The Miz                                                   | 9:30                                                      |  |  | Seth „Freakin” Rollins                               | Seth „Freakin” Rollins                               | Pin                                                  |  |  |                                         |                                         |                                         |
|  | The Miz                                                   | The Miz                                                   | 9:30                                                      |  |  |                                                      | Seth „Freakin” Rollins                               | Pin                                                  |  |  |                                         |                                         |                                         |
|  |                                                           |                                                           |                                                           |  |  | AJ Styles                                            | AJ Styles                                            | 20:40                                                |  |  |                                         |                                         |                                         |
|  |                                                           |                                                           |                                                           |  |  | AJ Styles                                            | AJ Styles                                            | 20:40                                                |  |  |                                         |                                         |                                         |
|  | AJ Styles                                                 | AJ Styles                                                 | Pin                                                       |  |  |                                                      |                                                      |                                                      |  |  |                                         |                                         |                                         |
|  | AJ Styles                                                 | AJ Styles                                                 | Pin                                                       |  |  |                                                      |                                                      |                                                      |  |  |                                         |                                         |                                         |
|  | Edge                                                      | Edge                                                      | 16:15                                                     |  |  |                                                      |                                                      |                                                      |  |  |                                         |                                         |                                         |
|  | Edge                                                      | Edge                                                      | 16:15                                                     |  |  |                                                      |                                                      |                                                      |  |  |                                         |                                         |                                         |
|  | Rey Mysterio                                              | Rey Mysterio                                              | –                                                         |  |  | AJ Styles                                            | AJ Styles                                            | Pin                                                  |  |  |                                         |                                         |                                         |
|  | Rey Mysterio                                              | Rey Mysterio                                              | –                                                         |  |  | AJ Styles                                            | AJ Styles                                            | Pin                                                  |  |  |                                         |                                         |                                         |
|  | SmackDown                                                 | SmackDown                                                 | SmackDown                                                 |  |  | Bobby Lashley                                        | Bobby Lashley                                        | 12:05                                                |  |  |                                         |                                         |                                         |
|  | SmackDown                                                 | SmackDown                                                 | SmackDown                                                 |  |  | Bobby Lashley                                        | Bobby Lashley                                        | 12:05                                                |  |  |                                         |                                         |                                         |
|  | Austin Theory                                             | Austin Theory                                             | 13:10                                                     |  |  |                                                      |                                                      |                                                      |  |  |                                         |                                         |                                         |
|  | Austin Theory                                             | Austin Theory                                             | 13:10                                                     |  |  |                                                      |                                                      |                                                      |  |  |                                         |                                         |                                         |
|  | Bobby Lashley                                             | Bobby Lashley                                             | Pin                                                       |  |  |                                                      |                                                      |                                                      |  |  |                                         |                                         |                                         |
|  | Bobby Lashley                                             | Bobby Lashley                                             | Pin                                                       |  |  |                                                      |                                                      |                                                      |  |  |                                         |                                         |                                         |
|  | Sheamus                                                   | Sheamus                                                   | –                                                         |  |  |                                                      |                                                      |                                                      |  |  |                                         |                                         |                                         |
|  | Sheamus                                                   | Sheamus                                                   | –                                                         |  |  |                                                      |                                                      |                                                      |  |  |                                         |                                         |                                         |

## Wydarzenia po gali

### Raw
Nowy mistrz świata wagi ciężkiej Seth „Freakin” Rollins otworzył kolejny odcinek Raw, aby porozmawiać o swoim zwycięstwie na Night of Champions. Pomimo tego, że był wrestlerem SmackDown, AJ Styles przerwał, by pogratulować Rollinsowi. Przerwali im The Judgement Day (Finn Bálor, Damian Priest, Dominik Mysterio i Rhea Ripley). Doprowadziło to do tag team matchu, w którym Styles i Rollins pokonali Priesta i Bálora.
Również na Raw, Zoey Stark wyjaśniła swój sojusz z Trish Stratus. Stark stwierdziła, że chce wjechać szybko na szczyt dywizji kobiet, ale wtedy została przerwana przez Becky Lynch. Następnie Stark i Stratus ułożyły Lynch.
Cody Rhodes opowiedział o swojej przegranej z Brockiem Lesnarem, stwierdzając, że się nie poddał i zapytał, czy Lesnar jest zadowolony z tego zwycięstwa i remisu 1:1. Następnie Rhodes rzucił Lesnarowi otwarte wyzwanie na dowolny czas.
12 czerwca na Raw, mistrzyni kobiet SmackDown, Rhea Ripley, otrzymała nowy pas mistrzowski, a tytuł został przemianowany na Women’s World Championship. W następnym tygodniu, Natalya otrzymała rewanż przeciwko Ripley, ale walka nigdy się nie odbyła, ponieważ Ripley zaatakowała i rozłożyła Natalyę, zanim walka mogła się rozpocząć. Kolejny rewanż zaplanowano na odcinek z 3 lipca, gdzie Ripley zachowała tytuł.

### SmackDown
Na następnym odcinku SmackDown, podczas świętowania osiągnięcia przez Reignsa osiągnięcia 1000 dni jako mistrza Universal, The Usos przerwali. Jimmy stwierdził, że zrobił to, co zrobił na Night of Champions, aby chronić swoją rodzinę, a konkretnie swojego brata Jeya. Jimmy najwyraźniej przekonał Sikoę, by dołączył do nich przeciwko Reignsowi, a The Usos najwyraźniej przekonali Reignsa, że powinni pozostać razem jako rodzina. Reigns następnie objął Jimmy’ego, jednak Reigns odrzucił propozycję Jimmy’ego, co skłoniło Sikoa do zaatakowania Jimmy’ego. W następnym odcinku, Heyman próbował przekonać Jeya do pozostania w The Bloodline, a także przyznało mu walkę o mistrzostwo Stanów Zjednoczonych, w której Jey przegrał po tym, jak Jimmy nieumyślnie go zaatakował. Jednak na następnym odcinku, Jey zwrócił się przeciwko Reignsowi, decydując się pozostać u boku Jimmy’ego. 17 czerwca na odcinku SmackDown LowDown ogłoszono, że The Usos zmierzą się z Reignsem i Sikoą na Money in the Bank w pojedynku Tag Team „Bloodline Civil War”.
9 czerwca na odcinku SmackDown, odbyła się prezentacja mistrzowska nowej mistrzyni kobiet Raw, Asuki. WWE Official, Adam Pearce, przekonał Biancę Belair, aby została za kulisami, aby nie narażać jej rewanżu. Podczas specjalnej okazji Asuka otrzymała nowy pas mistrzowski, a tytuł powrócił do swojej pierwotnej nazwy WWE Women’s Championship. Prezentację przerwała powracająca Charlotte Flair w swoim pierwszym występie od WrestleManii 39, która wyzwała Asukę na pojedynek o tytuł. Asuka zgodziła się, ku wielkiemu przerażeniu Belair, która miała dostać swój rewanż jako pierwsza, a Pearce stwierdził, że rozwiąże sytuację. Belair zniecierpliwiła się Pearce’em i wzięła sprawy w swoje ręce, konfrontując się z Flair w następnym tygodniu, stwierdzając, że będzie kolejną pretendentką do tytułu, niezależnie od tego, kto wygra. Na odcinku z 23 czerwca, Pearce wyrzucił Belair z ringside’u podczas walki o tytuł pomiędzy Asuką i Flair na odcinku z 30 czerwca. Walka o tytuł zakończyła się dyskwalifikacją Flair po tym, jak Belair, który siedziała w pierwszym rzędzie podczas walki, zaatakowała Asukę. Następnie Belair wykonała Kiss of Death na Asuce i Flair na stole komentatorskim.